# Gynoplistia polita
Gynoplistia polita là một loài ruồi trong họ Limoniidae. Chúng phân bố ở miền Australasia.